# Harry Boldt
Pour les articles homonymes, voir Boldt.
Harry Boldt (né le 23 février 1930 à Insterbourg) est un ancien cavalier de dressage.

## Carrière
Aux Jeux olympiques d'été de 1964 à Tokyo, il remporte la médaille d'argent un point derrière Henri Chammartin et la médaille d'or par équipe avec Remus.
Douze ans plus tard, aux Jeux olympiques d'été de 1976 à Montréal, il refait la même performance avec Woyceck.
Il arrête sa carrière de cavalier en 1980 et devient entraîneur pour la sélection nationale. Il garde ce poste jusqu'en 1996. À ce titre, il remporte 50 médailles dont 31 en or.

## Palmarès

### Jeux olympiques
- Jeux olympiques de 1964 à Tokyo ( Japon) :
  -  Médaille d'or par équipes.
  -  Médaille d'argent en individuel.
- Jeux olympiques de 1976 à Montréal ( Canada) :
  -  Médaille d'or par équipes.
  -  Médaille d'argent en individuel.

### Championnat du monde de dressage
- Championnat du monde de saut d'obstacles 1966 à Berne ( Suisse) :
  -  Médaille d'or par équipes.
  -  Médaille d'argent en individuel.
- Championnat du monde de saut d'obstacles 1970 à Aix-la-Chapelle ( Allemagne) :
  -  Médaille d'or par équipes.
- Championnat du monde de saut d'obstacles 1978 à Goodwood ( Royaume-Uni) :
  -  Médaille d'or par équipes.

### Championnat d'Europe de dressage
- Championnat d'Europe 1963 à Copenhague ( Danemark) :
  -  Médaille d'argent en individuel.
- Championnat d'Europe 1965 à Copenhague ( Danemark) :
  -  Médaille d'or par équipes.
  -  Médaille d'argent en individuel.
- Championnat d'Europe 1967 à Aix-la-Chapelle ( Allemagne) :
  -  Médaille d'or par équipes.
  -  Médaille de bronze en individuel.
- Championnat d'Europe 1975 à Kiev ( Ukraine) :
  -  Médaille d'or par équipes.
  -  Médaille d'argent en individuel.
- Championnat d'Europe 1977 à Saint-Gall ( Suisse) :
  -  Médaille d'or par équipes.
  -  Médaille d'argent en individuel.
- Championnat d'Europe 1979 à Aarhus ( Danemark) :
  -  Médaille d'or par équipes.
  -  Médaille de bronze en individuel.

### Championnat d'Allemagne
- Championnat d'Allemagne 1966 :
  -  Champion d'Allemagne.
- Championnat d'Allemagne 1973 :
  -  Champion d'Allemagne.
- Championnat d'Allemagne 1977 :
  -  Champion d'Allemagne.

### Deutsches Dressurderby
- Victoires en 1974 et en 1980.

## Source, notes et références
1. ↑  « Eurodressage / Home », sur Eurodressage (consulté le 30 août 2020).
2. ↑  « Reitmeister Harry Boldt wird 80 », sur ludwigs-pferdewelten.de (consulté le 7 avril 2023).
3. ↑  « Eurodressage / Home », sur Eurodressage (consulté le 30 août 2020).

- (de) Cet article est partiellement ou en totalité issu de l’article de Wikipédia en allemand intitulé « Harry Boldt » (voir la liste des auteurs).